# Leondino Giombini
Leondino Giombini (30 de enero de 1975, Ancona, Marcas, Italia) es un voleibolista italiano. Actualmente en el Cucine Lube Banca Marche.